# Wukongopterus
Wukongopterus is een geslacht van uitgestorven basale pterosauriërs dat leefde tijdens het Mesozoïcum in het gebied van het huidige China.

## Naamgeving
De soort Wukongopterus lii is in 2009 benoemd en beschreven door Wang Xiaolin, Alexander Kellner, Jiang Shunxing en Meng Xi. De geslachtsnaam is afgeleid van Sun Wukong, de Apenkoning, een hoofdfiguur uit de beroemde Chinese roman De reis naar het westen, en een gelatiniseerd Klassiek Grieks pteron, 'vleugel'. De soortaanduiding eert Li Yutong, hoofdpreparator aan het Chinese Institute of Vertebrate Paleontology and Paleoanthropology.

## Fossiel
Het fossiel, holotype IVPP V15113, is gevonden in de Daohugoulagen van de Jehol-groep in Liaoning, bij Linglongta in het district Jianchang nabij de stad Huludao. De datering daarvan is zeer omstreden maar wordt door de beschrijvers gezien als niet vroeger dan het late Jura en misschien wel zo laat als het vroege Krijt; in dat laatste geval zou de soort zo'n 140 miljoen jaar oud zijn. Het bestaat uit een vrijwel volledig in verband liggend skelet op een enkele plaat waarvan echter het midden en de achterkant van de schedel en het voorste deel van de nek ontbreken alsmede delen van de linkervleugel.

## Beschrijving
De schedel moet erg langgerekt geweest zijn met een geschatte lengte van twaalf centimeter. De tak van het jukbeen dat een raakpunt vormt met de maxilla is erg dun en naar voren gericht wat suggereert dat de fenestra antorbitalis, de schedelopening vóór de oogkas, erg groot geweest moet zijn, een afgeleid kenmerk. Een basaal kenmerk is echter dat de neusgaten ver naar voren lagen, 32,6 millimeter van de punt van de snuit. De beschrijvers achten het mogelijk dat de neusgaten en de fenestra antorbitalis vervloeid zijn tot een fenestra nasoantorbitalis, een zeer afgeleid kenmerk. Afgeleid is ook het sterk naar achteren gedraaid zijn van het quadratum, onder een hoek van 120°. Het bewaard gebleven deel van de snuit is plat, zonder zichtbare kam. Ook laag en kamloos, met een lengte van 103,2 millimeter, zijn de onderkaken die licht naar boven zijn gebogen. Hun samengroeiing vooraan, de symfyse, is kort met een lengte van twee centimeter, een basaal kenmerk. Achteraan de onderkaak zijn het os surangulare en het os angulare langgerekt.
De tanden zijn kort maar zeer robuust met een brede basis, recht, ovaal in doorsnede, kegelvormig en spits. Er staan naar schatting zestien tanden in bovenkaak, twee daarvan in een deel van de praemaxilla dat nog buiten de punt van de onderkaak uitsteekt zodat ze geen tegenhangers in de onderkaak hebben, een kenmerk dat buiten de Pterodactyloidea verder alleen bij Scaphognathus bekend is, die echter een heel andere kaakvorm heeft. In de onderkaak staan naar schatting twaalf tanden voor een totaal van 56. Bij het fossiel is de bek gesloten en de tanden van boven- en onderkaak grijpen perfect in elkaar.
De halswervels, waarvan er zes bewaard zijn gebleven, zijn vrij lang, met uitzondering van Darwinopterus langer dan bij enige andere pterosauriërsoort buiten de Pterodactyloidea. Ze dragen nekribben en missen pneumatische foramina, beide basale kenmerken. De doornuitsteeksels op de nek zijn laag, opnieuw een afgeleid kenmerk. Er zijn twaalf ruggenwervels met hogere doornuitsteeksels; de voorste zijn niet vergroeid tot een notarium. Er zijn vijf sacrale wervels waarvan de laatste een van functie veranderde staartwervel moet zijn. Ondanks de vergroeiing met het bekken zijn de beennaden tussen de wervels en het darmbeen zichtbaar. De staart is lang, een basaal kenmerk, met minstens vijftien staartwervels die ook individueel verlengd zijn en verbonden via verstijvende werveluitsteeksels. In het fossiel is de staart kaarsrecht.
Het borstbeen ligt onder de rest van het skelet, dat van de rugzijde zichtbaar is, en de vorm ervan kon niet bepaald worden. Hete schouderblad is langwerpig met 32,9/34,1 millimeter lengte en niet vergroeid met het veel kortere ravenbeksbeen (~2,5 centimeter). Dit kan erop wijzen dat het exemplaar nog onvolgroeid was. Op het opperarmbeen ligt de deltopectorale kam vrij hoog, een relatief afgeleid kenmerk. De onderarm is relatief lang met de ellepijp (62,1 mm) langer dan het spaakbeen. De polsbeenderen zijn niet vergroeid. Er is een kort os pteroide met een lengte van maar 7,3 millimeter. De middenhandsbeenderen hebben ongeveer de helft van de lengte van het eerste kootje van de vleugelvinger, een verlenging die nooit eerder was waargenomen bij een pterosauriër die niet tot de Pterodactyloidea behoort. De handklauwen zijn relatief krachtig. De kootjes van de vleugelvinger nemen eerst in lengte toe van 45,7, 56,8 tot 58,3/59,3 millimeter om pas bij het vierde kootje af te nemen tot 51,4 millimeter. Dit is een basaal kenmerk. Het gewricht russen het eerste en tweede kootje is bijzonder robuust. De vleugelspanwijdte is geschat op 73 centimeter.
Het dijbeen is met 33,3/35,6 millimeter korter dan het scheenbeen (52,8 millimeter). In de voet is het derde middenvoetsbeen langer dan het vierde.  De formule van de teenkootjes is 2-3-4-5-2. De vijfde teen is lang, een basaal kenmerk. Het eerste teenkootje van de vijfde teen is daarbij relatief lang. Het tweede teenkootje is extreem gebogen en verdund aan het uiteinde. Het maakt een buiging van 105°, meer dan bij enige andere bekende pterosauriër. Bij het fossiel is het hele linkeronderbeen er afgescheurd. De beschrijvers achten het mogelijk dat dit gebeurd is bij het omkomen van het dier. Het ligt echter wel in positie; dit zou een aanwijzing kunnen zijn dat vlieghuiden aan het been vastzaten; beide voeten liggen ook met de buitenkant naar de rugzijde van het lichaam gedraaid. Gecombineerd met de speciale vorm van de vijfde teen zien de auteurs dit als een bewijs dat er een vlies tussen de achterpoten zat dat daardoor ondersteund werd, het cruropatagium. De vreemd sterke buiging van de vijfde teen en de grote variabiliteit van dit orgaan bij de verschillende taxa zou een teken kunnen zijn dat dit membraan voor iedere groep in vorm verschilt. De teenklauwen zijn lang en stevig van bouw maar kleiner dan de handklauwen; ze zijn sterk afgeplat met een diepe zijgroef.

## Fylogenie
Een kladistische analyse, waarbij het model van Kellner gebruikt werd, had als uitkomst dat Wukongopterus en tamelijk basale positie had in de stamboom van de Pterosauria, net boven Scaphognathus maar beneden Dimorphodon, Eudimorphodon en de Novialoidea, in een trichotomie (driesprong) met deze laatste drie taxa en Dorygnathus. Dezelfde combinatie van lange halswervels en lange schedel die Wukongopterus toont, werd in 2009 beschreven voor Darwinopterus en daar gezien als een teken dat die soort nauw verwant was aan de Pterodactyloidea, gebruik makend van het alternatieve fylogenetisch model van David Unwin. Opmerkelijk is dat in Kellners model Wukongopterus ondanks de extra afgeleide eigenschap van de lange middenhandsbeenderen juist erg basaal uitvalt. Het ontbreken van het bovendeel van de schedel dat wellicht verdere afgeleide eigenschappen bezit, kan hierin een rol gespeeld hebben. Als de basale positie correct is, moet er sprake zijn van een aanzienlijke mate van convergente evolutie met de Pterodactyloidea. Kellner wijst er echter op dat het toevoegen van onlangs ontdekte maar slechts gedeeltelijk bewaarde gebleven soorten zijn model erg instabiel heeft gemaakt met grote veranderingen ten opzichte van eerdere uitkomsten en dat dus ook dit resultaat met de nodige omzichtigheid moet worden geïnterpreteerd. De gegevens van Darwinopterus konden ook niet meer in het onderzoek worden meegenomen.
Unwin heeft in zijn model de gegevens van beide soorten verwerkt en dat had tot uitkomst dat ze samen een klade, aftakking, vormden die de zustergroep was van de Pterodactyloidea.
Gezien alle onzekerheid is Wukongopterus voorlopig in een Wukongopteridae geplaatst, waarbinnen het de enige beschreven soort is.

## Levenswijze
De lange nek en lange schedel duiden erop dat Wukongopterus een viseter was, gezien de locatie van de afzettingen kennelijk in binnenwateren. De vrij stevige tanden, ovaal in doorsnede, zouden het mogelijk gemaakt hebben tamelijk grote prooien aan te vallen, waartussen ook wel landdieren of andere vliegende wezens kunnen hebben gezeten. Daarbij moet bedacht worden dat het holotype vermoedelijk nog niet volgroeid was.
Wukongopterus had langwerpige vleugels maar de stevige botten daarin laten zien dat het een krachtige en wendbare vlieger geweest moet zijn. De lange staart zorgde voor stabiliteit bij het vliegen maar maakte ook plotse richtingveranderingen mogelijk. De grote klauwen wijzen erop dat het dier een goed klimvermogen bezat.